# Мэлл (Лахор)

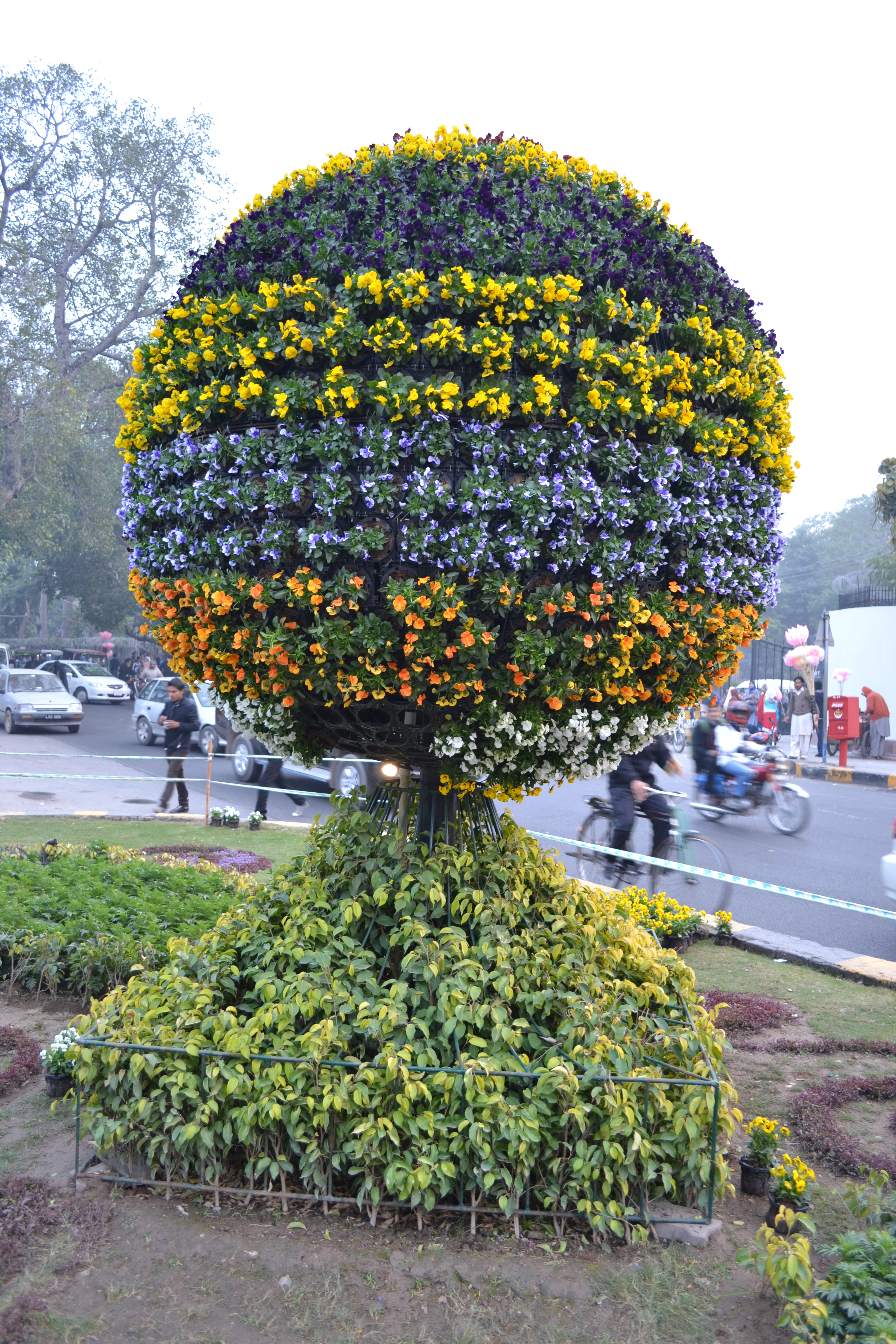
Улица Мэлл

Мэлл (англ. The Mall), также известная как Шахран-э-Кайд-э-Азам (англ. Shahrah-e-Quaid-e-Azam), — одна из важнейших и известнейших улиц города Лахор (Пакистан). Она появилась при британском владычестве и была названа в честь одноимённой улицы в Лондоне.
Улица Мэлл обладает историческим и культурным значением, так как вдоль неё располагается множество памятников могольской и колониальной архитектуры, большинство из которых было возведено во времена Британской Индии .Кроме того, здесь располагаются официальные резиденции крупных сановников, в частности дом губернатора.

## Достопримечательности
Среди объектов исторического, культурного и рекреационного значения, расположенных на улице Мэлл, выделяются:
- Багх-э-Джинна (бывшие Сады Лоуренса)
- Дом губернатора
- Зам-зама (также известная как «Пушка Кима»)
- Колледж Айтчисона
- Лахорский музей
- Лахорский зоопарк
- Масонский храм
- Медицинский колледж короля Эдуарда
- Национальный колледж искусств
- Особняк Дияла Сингха
- Особняк Гангы Рама
- Отель Авари
- Правительственный колледж
- Здание Пенджабской ассамблеи
- Рынок Толлингтон
- Университет Пенджаба (старый кампус)
- Совет искусств Альхамра
- Чаринг-Кросс

## Галерея

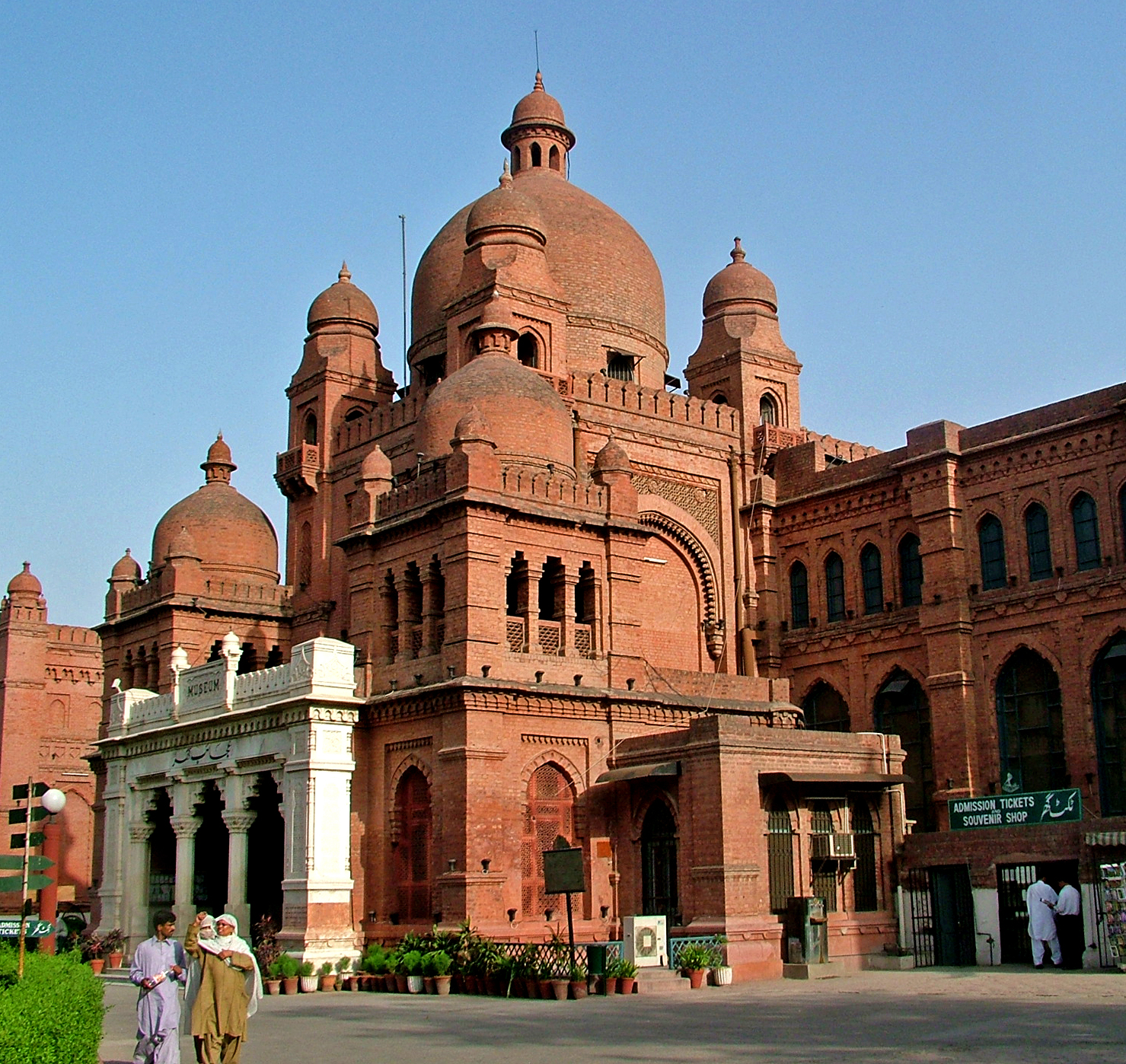
Лахорский музей
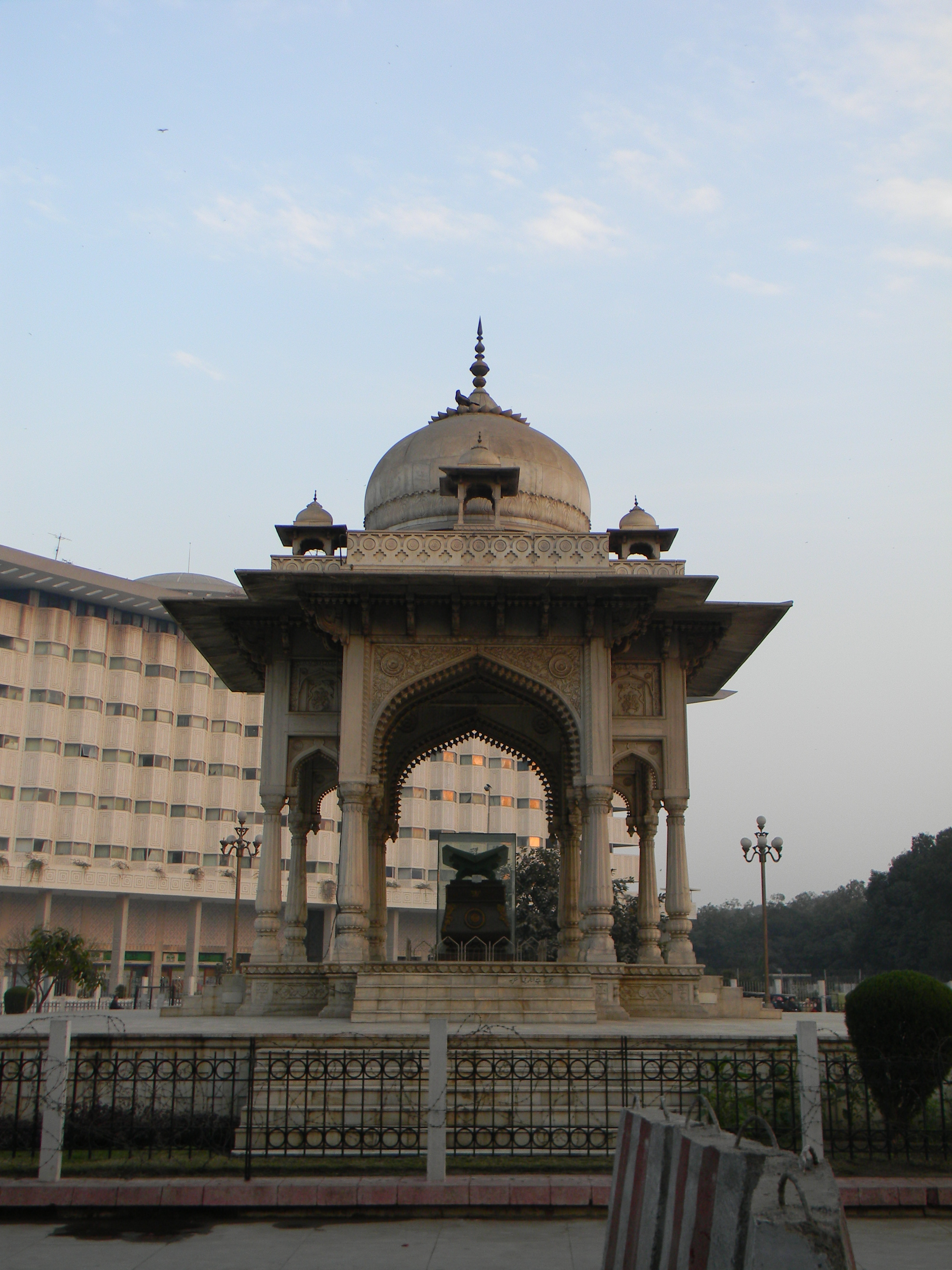
Чаринг-Кросс
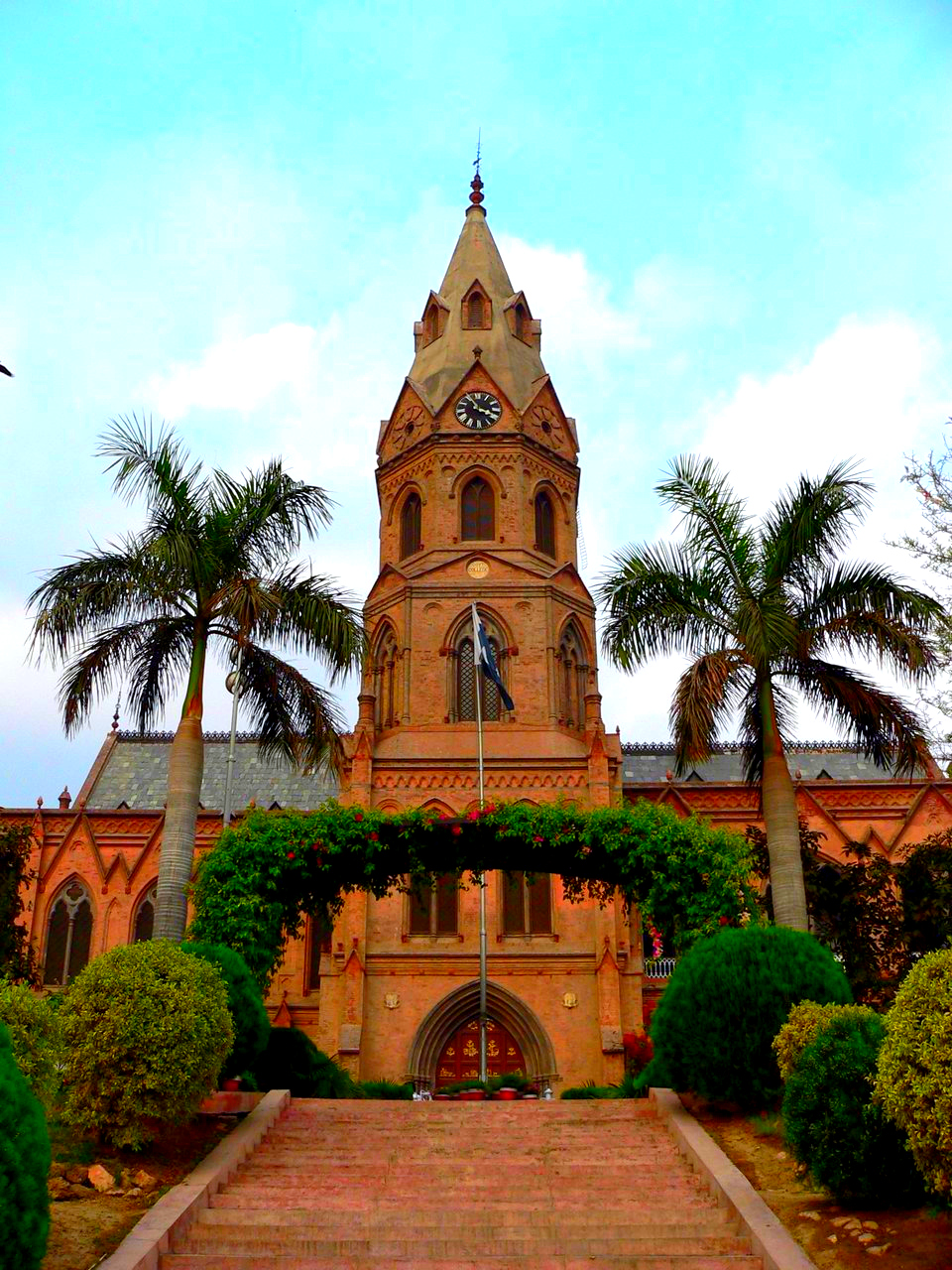
Правительственный колледж